# Statista
Statista — немецкая компания, специализирующаяся на рыночных и потребительских данных. По данным компании, её платформа содержит более 1 000 000 статистических данных по более чем 80 000 тем из более чем 22 500 источников и 170 различных отраслей промышленности и приносит доход в размере около 60 миллионов евро.

## Описание
Компания предоставляет статистические данные и результаты опросов, которые представлены в виде диаграмм и таблиц. Его основными целевыми группами являются бизнес-клиенты, преподаватели и исследователи. Данные, предоставляемые компанией, охватывают, среди прочего, рекламу, поведение покупателей или конкретные отрасли.

## История
Веб-сайт deutsche-startups.de назвал Statista «Стартапом года» в 2008 году, и в том же году компания вошла в число победителей конкурса стартапов «Enable to Start», спонсируемого Financial Times Deutschland. В 2010 году инициатива «Deutschland — Land der Ideen» (Германия — Страна идей) выбрала Statista в качестве одного из победителей в номинации «Достопримечательности в Стране идей 2010» и удостоен европейской премии «Красная сельдь». В 2012 году Statista была номинирована на премию «Немецкий предприниматель» в категории «Быстрый подъём», а в 2020 году она была включена в список обязательных баз данных для академических и публичных библиотек по версии Library Journal. В 2019 году Statista была куплена рекламной компанией Ströer Media. С конца 2011 года Statista выпускает бесплатную инфографику, которая регулярно публикуется на новостных сайтах по актуальным темам из областей медиа и технологий для загрузки. Данные, собранные Statista, могут быть использованы кем угодно, нужна только учётная запись. У них есть платные планы доступа к данным, относящимся к определённым темам, или для корпораций.